# Eduard Feireisl

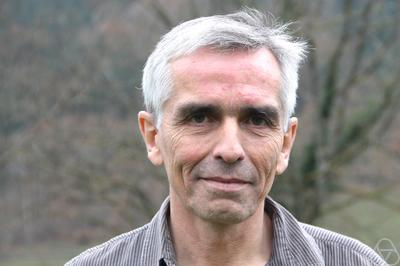
Eduard Feireisl (2014)

Eduard Feireisl (* 16. Dezember 1957 in Kladno) ist ein tschechischer Mathematiker.
Feireisl studierte ab 1977 Mathematik an der Karls-Universität in Prag, schloss dort 1982 ab und wurde 1986 am Institut für Mathematik der Tschechoslowakischen Akademie der Wissenschaften bei Vladimír Lovicar promoviert (Kritische Punkte nicht-differenzierbarer Funktionale: Existenz von Lösungen von Problemen der mathematischen Elastizitätstheorie (Tschechisch)).  Er blieb am Institut für Mathematik (Mitglied ab 1988), habilitierte sich 1999, wurde 2009 Dozent an der Karls-Universität und erhielt 2011 eine volle Professur.
1989 war er ein halbes Jahr in Oxford, 1993/94 zu einem Sabbatjahr an der Universidad Complutense in Madrid, 1998 und 1999 jeweils ein halbes Jahr an der Universität der Franche-Comté in Besancon, und außerdem Gastwissenschaftler an der Universität Henri Poincaré in Nancy, an der Ohio State University, 2004/05 an der TU München und 2008 bis 2010 Gastprofessor an der Central European University in Budapest. Ab 2018 ist er Einstein Fellow an der TU Berlin. 2012 war er am Erwin Schrödinger Institut in Wien.
Er befasst sich mit partiellen Differentialgleichungen, unendlich dimensionalen dynamischen Systemen und mathematischen Problemen der Hydrodynamik.
2004 und 2009 erhielt er den Preis der Akademie der Wissenschaften der tschechischen Republik, 2017 die Goldmedaille der Karls-Universität, im selben Jahr die Bernhard Bolzano Medaille und 2015 den Neuron Award. 2012 stand er dem wissenschaftlichen Komitee des Europäischen Mathematikerkongresses in Krakau vor. Er war eingeladener Sprecher auf dem Internationalen Mathematikerkongress 2002 in Peking (The dynamical systems approach to the equations of a linearly viscous compressible barotropic fluid) und 2018 im Fields-Medaillen-Komitee. 2013 erhielt er einen ERC Advanced Grant.

## Schriften
- Dynamics of viscous compressible fluids, Oxford UP 2004
- mit Dominic Breit, Martina Hofmanová: Stochastically forced compressible fluid flows, De Gruyter 2018
- mit Antonín Novotný: Singular Limits in Thermodynamics of Viscous Fluids, Birkhäuser 2017
- mit Karper Trygve, Pokorný Milan: Mathematical Theory of Compressible Viscous Fluids: Analysis and Numerics, Birkhäuser 2016
- mit John M. Ball, Felix Otto: Mathematical thermodynamics of complex fluids : Cetraro, Italy 2015, Lecture notes in mathematics 2200, Springer 2017
- mit Pražák Dalibor: Asymptotic behavior of dynamical systems in fluid mechanics, American Institute of Mathematical Sciences 2010
- Herausgeber mit Constantine Dafermos: Handbook of differential equations: Evolutionary equations, Elsevier 2004
- Dynamical systems approach to models in fluid mechanics, Russian Mathematical Surveys, Band 69, 2014, S. 331–357
- Asymptotic analysis of the full Navier–Stokes–Fourier system: From compressible to incompressible fluid flows, Russian Mathematical Surveys, Band 62, 2007, S. 511–533